# バルセロナ (小惑星)
バルセロナ (945 Barcelona) は、小惑星帯の小惑星。ホセ・コマス・ソラがバルセロナのファブラ天文台で発見した。
発見地であるバルセロナに因んで名付けられた。